# Annelies Burmeister

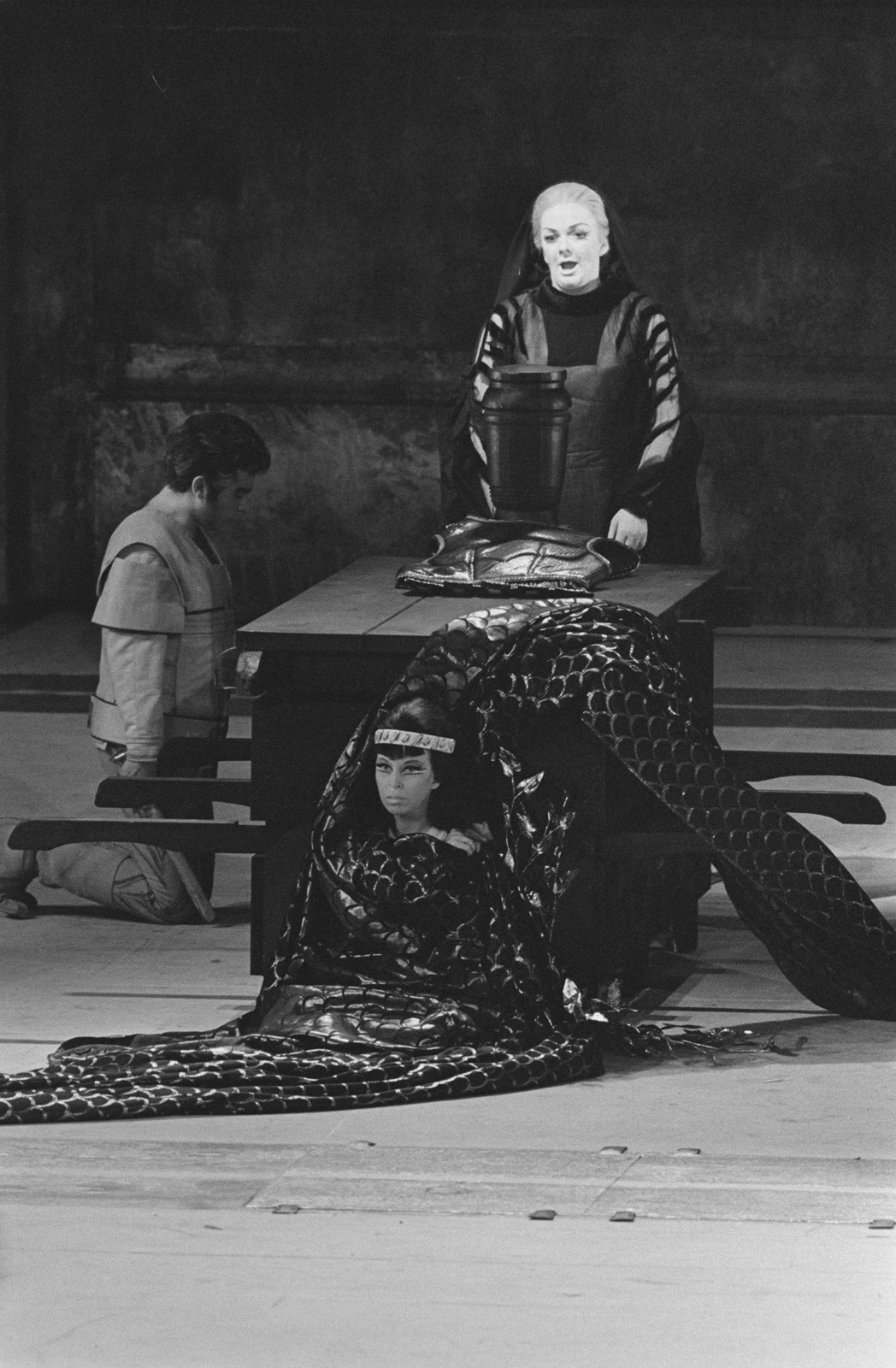
Annelies Burmeister (1970)

Annelies Burmeister, eigentlich: Anneliese Burmeister (* 25. November 1928 in Ludwigslust; † 16. Juni 1988 in Berlin) war eine deutsche Opern-, Oratorien- und Kantatensängerin (Stimmlage Alt).

## Leben
Annelies Burmeister begann ihre Bühnenlaufbahn als Schauspielerin an der Niederdeutschen Bühne in Schwerin. Von 1951 bis 1956 studierte sie an der Hochschule für Musik Franz Liszt Weimar Gesang bei Helene Jung. 1956 gab sie ihr Bühnendebüt in Hoffmanns Erzählungen am Stadttheater von Erfurt, danach war sie am Nationaltheater Weimar engagiert, bevor sie 1959 an die Staatsoper Dresden wechselte. Ab 1962 sang sie an der Staatsoper Berlin und gab Gastspiele an großen europäischen Operntheatern. Gleichzeitig arbeitete sie als Solistin in Konzert- und Oratorienaufführungen. Großen Erfolg hatten ihre Auftritte bei den Bayreuther Festspielen in den Jahren 1966 und 1967. Gastverpflichtungen führten sie an die Wiener Staatsoper, die Staatsoper Hamburg, die Grand Opéra Paris, aber auch in Amsterdam, Prag, Stockholm und London war sie erfolgreich.

## Theater
- 1964: Sergej Prokofjew: Die Geschichte vom wahren Menschen (Krankenschwester Klawdija) – Regie: Erich-Alexander Winds (Deutsche Staatsoper Berlin)
- 1965: Sergej Prokofjef: Der feurige Engel (Äbtissin) – Regie: Heinz Rückert (Deutsche Staatsoper Berlin)
- 1965: Wolfgang Amadeus Mozart: Così fan tutte (Italienische Fassung – Dorabella) – Regie: Erich-Alexander Winds (Deutsche Staatsoper Berlin)
- 1966: Giuseppe Verdi: Rigoletto (Maddalena) – Regie: Erhard Fischer (Deutsche Staatsoper Berlin)
- 1967: Richard Strauss: Elektra (Magd) – Regie: Ruth Berghaus (Deutsche Staatsoper Berlin)
- 1968: Antonín Dvořák: Rusalka (Hexe) – Regie: Erhard Fischer (Deutsche Staatsoper Berlin)
- 1970: Alan Bush: Joe Hill (Hilda) – Regie: Erhard Fischer (Deutsche Staatsoper Berlin)
- 1973: Richard Strauss: Der Rosenkavalier (Annina) – Regie: Erhard Fischer (Deutsche Staatsoper Berlin)

## Diskografie
- 1971 Johann Sebastian Bach – Erschallet, ihr Lieder, erklinget, ihr Saiten! Kantate BWV 172 / Jesu, der du meine Seele Kantate BWV 78, ETERNA
- 1974 Johann Sebastian Bach – Matthäus-Passion BWV 244, Gesamtaufnahme bzw. Ausschnitte, ETERNA
- 1974 Johann Sebastian Bach – Weihnachtsoratorium BWV 248, ETERNA
- 1975 Ludwig van Beethoven – 9. Sinfonie Op. 125, Philips[4]
- 1977 Richard Strauss – Die schweigsame Frau, Gesamtaufnahme, Staatskapelle Dresden EMI